# (39645) Davelharris
(39645) Davelharris est un astéroïde de la ceinture principale.

## Description
(39645) Davelharris est un astéroïde de la ceinture principale. Il fut découvert le 31 août 1995 à Socorro (Nouveau-Mexique) par Robert Weber. Il présente une orbite caractérisée par un demi-grand axe de 2,43 UA, une excentricité de 0,14 et une inclinaison de 5,7° par rapport à l'écliptique.

## Compléments